# JCT FC
El Jagatjit Cotton & Textile Mills Football Club (en español: Algodones Jagatjit & Molinos Textiles Fútbol Club), conocido simplemente como JCT Football Club, es un equipo de fútbol de la India que militó alguna vez la I-League, la liga de fútbol más importante del país.

## Historia
Fue fundado en el año 1971 en la ciudad de Phagwara, en Punjab y su nombre se debía a su patrocinador, la Jagatjit Cotton and Textile Mills y su dueño Samir Thapar, siendo uno de los equipos más exitosos en los años recientes en la India.
Era uno de los equipos referentes en el norte de Punjab junto al Border Security Force SC y FC Punjab Police, ganando prestigiosos torneos a nivel estatal y ganando la Primera Temporada de la I-League en 1997, fue el primer equipo de la India en contratar un entrenador extranjero y el primer equipo fuera de Calcuta en ganar la IFA Shield.
Ganó también 36 título de copa a nivel nacional y estatal y participó en 1 torneo continental, en la Copa de Clubes de Asia del año 1997, donde fue eliminado en la Segunda ronda por el New Radiant de las Islas Maldivas.
El equipo desapareció el 20 de julio del año 2011 por el poco interés en el fútbol en la India, pero siguen formando jugadores en su academia de fútbol.
En 2015, de la mano de IOT y con el español Juanjo Royán en el banquillo, se convirtió en el equipo campeón de la 29th Punjab Football Superleague, consiguiendo así una plaza para jugar en 2nd I-league en 2016

## Palmarés
- I-League: 1

1996/97
- Copa Durand: 5

1976, 1983, 1987, 1992, 1996
- - Finalista: 8

1974, 1975, 1976, 1977, 1981, 1985, 2006, 2010
- Copa Federación de la India: 2

1995, 1996
- IFA Shield: 1

1996
- Liga de Punjab: 9

1987, 1990/91, 1991, 1995, 2002, 2003, 2004, 2005, 2006, 2015
- Copa Gurdarshan Memorial: 10

1982, 1983, 1985, 1988, 1989, 1990, 1992, 1995, 2001, 2002
- Copa Sait Nagjee: 4

1976, 1979, 1985, 1995
- Trofoe Madura Coats:

1978
- Copa Scissors:

1995
- Copa Rovers:

1997
- - Finalista: 3

1980, 1984, 1992
- Trofeo Memorial Shaheed-e-Azam Sardar Bhagat Singh: 1

2002
- Trofeo Memorial de Fútbol Principal Harbhajan Singh: 1

2005

## Participación en competiciones de la AFC
- Copa de Clubes de Asia: 1 aparición

1997 - Segunda ronda

## Gerencia y Cuerpo Técnico
| Nombre            | Puesto                   |
| ----------------- | ------------------------ |
| Samir Thapar      | Presidente               |
| Juanjo Royán      | Entrenador               |
| Raghav Kuthiala   | Mánager                  |
| Jawant Parmar     | Asistente del Entrenador |
| Dr. Manjeet Singh | Doctor                   |
| Dr. Abhijit Khar  | Fisioterapeuta           |

## Equipos Afiliados
- Wolverhampton

## Jugadores

### Jugadores destacados
- Jo Paul Ancheri
- Baichung Bhutia
- Carlton Chapman
- Sunil Chhetri
- G.S. Parmar
- Inder Singh
- Kuldip Singh
- Parminder Singh
- P. Renedy Singh
- Sukhi
- I. M. Vijayan